# Konståkning vid olympiska vinterspelen 1956
Konståkning vid olympiska vinterspelen 1956 bestod av tre tävlingar.

## Medaljsummering
| Gren      | Guld                                    | Silver                                 | Brons                                |
| Herrar    | Hayes Alan Jenkins USA                  | Ronnie Robertson USA                   | David Jenkins USA                    |
| Damer     | Tenley Albright USA                     | Carol Heiss USA                        | Ingrid Wendl Österrike               |
| Paråkning | Sissy Schwarz och Kurt Oppelt Österrike | Frances Dafoe och Norris Bowden Kanada | Marianna Nagy och László Nagy Ungern |